# Hyponerita ishima
Hyponerita ishima är en fjärilsart som beskrevs av William Schaus 1933. Hyponerita ishima ingår i släktet Hyponerita och familjen björnspinnare. Inga underarter finns listade i Catalogue of Life.